# Fantastic Four (jeu vidéo, 1997)
Fantastic Four est un jeu vidéo de type beat them all développé par Probe Entertainment et édité par Acclaim Entertainment, sorti en 1997 sur PlayStation.